# عملية تبديل الاثني عشر
إن إجراء تبديل الاثني عشر (DS) أو تبديل الاثني عشر المعدي (GRDS) هو إجراء جراحي لإنقاص الوزن يتكون من جانب تحجيم أو تقييد للمدخلات الغذائية وجانب سوء امتصاص .
يتضمن الجزء المقيد أو المقلل من الجراحة إزالة ما يقرب من 70% من المعدة (على طول الانحناء الأكبر) ومعظم الاثني عشر .
يقوم الجزء المصاب بسوء الامتصاص بسبب الجراحة بإعادة توجيه جزء طويل من الأمعاء الدقيقة مما يخلق مسارين منفصلين وقناة مشتركة واحدة. يقوم أقصر المسارين او مايسمى بالحلقة الهضمية بنقل الطعام من المعدة إلى القناة المشتركة. بينما يقوم المسار الأطول و الذي هو الحلقة الصفراوية البنكرياسية بحمل الصفراء(عصارة المرارة) من الكبد إلى القناة المشتركة.
القناة المشتركة هي جزء من الأمعاء الدقيقة يبلغ طولها عادة مابين 75 الى 150 سم، حيث تختلط محتويات المسار الهضمي مع الصفراء من الحلقة الصفراوية البنكرياسية قبل تفريغها في الأمعاء الغليظة . الهدف من هذا الترتيب هو تقليل مقدار الوقت الذي يستغرقه الجسم لالتقاط السعرات الحرارية من الطعام في الأمعاء الدقيقة والحد بشكل انتقائي من امتصاص الدهون . ونتيجة لذلك، بعد الجراحة، يمتص هؤلاء المرضى حوالي 20٪ فقط من الدهون التي يستهلكونها.

## مقارنتها مع عمليات جراحية أخرى

### مزاياها
الميزة الأساسية لجراحة تحويل الاثني عشر (DS) هي أنها عملية تمزج بين تقليل تناول الطعام بصورة فيها شيء من الاعتدال غير مقيدة بالكامل مع سوء امتصاص كبير للسعرات الحرارية يؤدي إلى نسبة أعلى من فقدان الوزن الزائد مقارنة بإجراء مجازة معدية مقيدة تمامًا لجميع الأفراد. في التحليل التلوي الجهازي لـ العمليات الجراحية لفقدان الوزن بوكوالد وآخرون حصل مرضى السكري من النوع 2 على "شفاء" بنسبة 98%  (أي أنهم حصلوا على مستويات سكري طبيعية ) مباشرة بعد الجراحة، وذلك بسبب التأثير الأيضي الناتج عن تبديل الأمعاء. وكانت النتائج مشجعة للغاية لدرجة أن بعض الجراحين في أوروبا يقومون بإجراء "التبديل" أو جراحة الأمعاء على مرضى لا يعانون من السمنة المفرطة لعلاج مرض السكري. العملياتُ الجديدة موجهة نحو علاجِ مرضِ السكري وليس بالضرورة للحث على فقدان الوزن. ومِن أبرزِ هذه العمليات هي تحويلةُ الاثني عشر والصائم وتبديل اللفائفي حيث يكون تبديل الاثني عشر جزءًا من العملية.
تم الإبلاغُ عن الملاحظاتِ التالية حول حل الأمراض المصاحبة المرتبطة بالسمنة بعد تبديل الاثني عشر: مرض السكري من النوع 2 99٪، فرط شحميات الدم 99٪، توقف التنفس أثناء النوم 92٪، وارتفاع ضغط الدم 83٪.
نظرًا للحفاظِ على صمام البواب الموجود بينَ المعدةِ والأمعاءِ الدقيقةِ فإن الأشخاصَ الذين خضعوا لعمليةِ تحويلِ مسارِ المعدةِ لا يعانونَ من متلازمة الإغراق الشائعةِ لدى الأشخاصِ الذينَ خضعوا لجراحة تحويل مسار المعدة (RNY). تتمُ إزالةُ الكثيرِ من إنتاجِ هرمونِ الجوعِ، الجريلين ، مع انحناء المعدة الأكبر.
يمكنُ العثورُ على البياناتِ الملخصة على ملصق: ملصق مقارن
النظامُ الغذائيُ بعد DS هو أكثر طبيعيةً وأكثر قابلية للتحملِ من العملياتِ الجراحيةِ الأخرى.
إن جزءَ سوءِ الامتصاصِ في تحويل الاثني عشر قابل للإعادة كما كانت تماما قبل العملية حيث لا تتم إزالة أي أمعاء دقيقة فعلياً بل يتم فقط إعادة توجيهها.

### سلبياتها
يتطلبُ عنصر سوء الامتصاص في DS أن يتناول أولئك الذين خضعوا لهذا الإجراء مكملات الفيتامينات والمعادن بشكل يتجاوز ما يتناوله الأشخاص العاديون، كما يفعل المرضى الذين يخضعون لجراحة RNY. تشملُ المكملاتُ الغذائيةُ الموصوفة بشكل شائعٍ الفيتامينات اليومية وسيترات الكالسيوم والفيتامينات القابلة للذوبان في الدهون A وD وE وK.
نظرًا لأن حصواتِ المرارة هي أحدُ المضاعفاتِ الشائعة لفقدان الوزن السريع بعد أي نوع من جراحة فقدان الوزن فقد يقوم بعض الجراحين بإزالة المرارة كإجراء وقائي أثناء DS أو RNY. ويفضلُ البعضُ الآخر وصف الأدوية لتقليل خطرِ الإصابة بحصوات المرارة بعد الجراحة.
مثلُ مرضى RNY، يحتاج مرضى DS إلى اختبارات دم مكثفة مدى الحياة للتحقق من أوجه القصور في الفيتامينات والمعادن المهمة للحياة. بدون فحوصات المتابعة المناسبة والمكملات الغذائية مدى الحياة يمكن أن يصابَ الذين خضعوا لعمليات RNY وDS بالامراض. الرعاية الصحية المتابعة هذه ليست ختياراً للمريض بل يجب أن تستمر معه طوال حياته.
يعاني مرضى DS أيضًا من ارتفاع نسبة حدوث ريح كريهة الرائحة والإسهال ، على الرغمِ من أنه يمكن عادةً تخفيفهما من خلال النظام الغذائي بما في ذلكَ تجنبُ الكربوهيدرات البسيطة.
بينما لا يمكن عكس الجزء المقيد من DS، حيث تتم إزالة جزء من المعدة. ومع ذلك فإن المعدة لدى جميع مرضى DS تتوسع بمرور الوقت وعلى الرغم من أنها لن تصل أبدًا إلى نفس حجم المعدة الطبيعية لدى معظم المرضى إلا أن بعضَ التمدد يحدث.

## مخاطر العملية
جميع العملياتِ الجراحية تنطوي على درجة من المخاطر ولكن يجبُ موازنتها مع المخاطرِ الكبيرةِ المرتبطة بالسمنة الشديدة.
بعضُ المخاطرِ أو المضاعفاتِ الجراحية لهذا الإجراء هي: إحداثُ ثقبٍ في الأمعاء الدقيقة أو الاثني عشر أو المعدة مما يسبب تسرباً أو عدوى أو خراجاً أو تجلط الأوردة العميقة (جلطة دموية) أو الصمات الرئوية (جلطة دموية تنتقلُ إلى الرئتينِ).
تشملُ المخاطر على المدى الطويلِ إمكانية نقص الفيتامينات والمعادن والفتق وانسداد الأمعاء . هنالك القليلُ من المعلوماتِ حول المخاطرِ على المدى الطويل (أكثر من 15 عاما) حيث أن هذا الإجراء لم يتم إجراؤه قبل عام 2000 إلا نادراً .
أدى التحويلُ التقليدي للبنكرياس الصفراوي مع تبديل الاثني عشر (BPD-DS) إلى سوء التغذية المستمر لدى مجموعة فرعية من المرضى. ومع ذلك فإن تحويلُ الاثني عشر الحلقي يقلل من هذا الخطر لأنه يتم بجزء أصغر من الأمعاء الدقيقة ولكن لا توجد معلومات طويلة المدى يمكن مقارنة تحويل الاثني عشر الحلقي بها بشكل كامل ودقيق. سوءُ التغذيةِ هو خطر غير شائع ويمكنُ الوقاية منه بعد تحويل الاثني عشر.

## Qualifications
تنصُ المعاهد الوطنية للصحة على أنه بالنسبة للمرضى الذين يستوفون الإرشادات التالية،  قد تكون جراحة فقدان الوزن إجراءً مناسبًا لفقدان الوزن الدائم لهم:
- مؤشر كتلة الجسم 40 أو أكثر.
- مؤشر كتلة الجسم يبلغ 35 أو أكثر مع وجودِ أمراض مرتبطة بالسمنة مثل:
  - داءُ السكريِ من النوع 2
  - مرضُ القلب التاجي
  - انقطاعُ التنفس أثناء النوم
  - هشاشةُ العظام
  - ارتجاعُ المريء
- فهمُ العملية وتغييرات نمط الحياة الضرورية بعد الجراحة.

## أُنظر أيضاً
- جراحة SADI-S  [لغات أخرى]‏
- جراحةSIPS

## الأسباب التي تستدعي إجراء العملية
تنصُ المعاهد الوطنية للصحة على أنه بالنسبة للمرضى الذين يستوفون الإرشادات التالية،  قد تكون جراحة فقدان الوزن إجراءً مناسبًا لفقدان الوزن الدائم:
- مؤشر كتلة الجسم 40 أو أكثر.
- مؤشر كتلة الجسم يبلغ 35 أو أكثر مع وجودِ أمراض مرتبطة بالسمنة مثل:
  - داءُ السكريِ من النوع 2.
  - مرضُ القلبِ التاجي.
  - انقطاعُ التنفسِ أثناءُ النومِ.
  - هشاشةُ العظامِ.
  - ارتجاعُ المريء.
- فهم العملية وتغييرات الضرورية في نمط الحياة بعد الجراحة.

## التكاليف:
بالمقارنة مع جراحات السمنة الثلاثة الأخرى المقبولة عموماً (تحويل مسار المعدة، وربط المعدة، وتكميم المعدة) فإن جراحة تحويل الاثني عشر هي الإجراء الأكثر تكلفة نظراً لطبيعتها الأكثر تعقيداً كما انها تستغرق وقتا أطول من باقي الجراحات. و نظراً لأنها أكثر تعقيدًا ويتم تنفيذها بشكل أقل من الإجراءات الشائعة الأخرى (انخفاض الطلب) يتم إجراؤها أيضاً بواسطة نسبة صغيرة نسبياً من الجراحين فذلك يؤدي إلى ارتفاع السعر بسبب قلة المنافسة.
يمكن للمرضى الذين ليس لديهم تأمين (يطلق عليهم أيضًا مرضى "الدفع الذاتي" في معظم ممارسات علاج السمنة) أن يتوقعوا دفع ما متوسطه حوالي 27000 دولار في الولايات المتحدة على الرغم من أن ذلك يختلف بشكل كبير من ولاية لولاية ومن عيادة لأخرى. على سبيل المثال، يبلغ متوسط الممارسات الجراحية في الولاية الأقل تكلفة (نيوجيرسي) حوالي 24000 دولار أمريكي في حين أن الممارسات الجراحية في الولاية الأكثر تكلفة (نبراسكا) تكلف حوالي 32500 دولار أمريكي. يتم إجراء هذه الجراحة أيضاً بواسطة بعض الجراحين في المكسيك بتكلفة أقل بكثير مما هي عليه في الولايات المتحدة.